# Choachí
Choachí – miasto w Kolumbii, w departamencie Cundinamarca.